# Lanževica
Il Lanževica con 2.003 m s.l.m. è una montagna delle Alpi Giulie della Slovenia compresa nel parco nazionale del Tricorno.